# João Dabney de Avelar Brotero

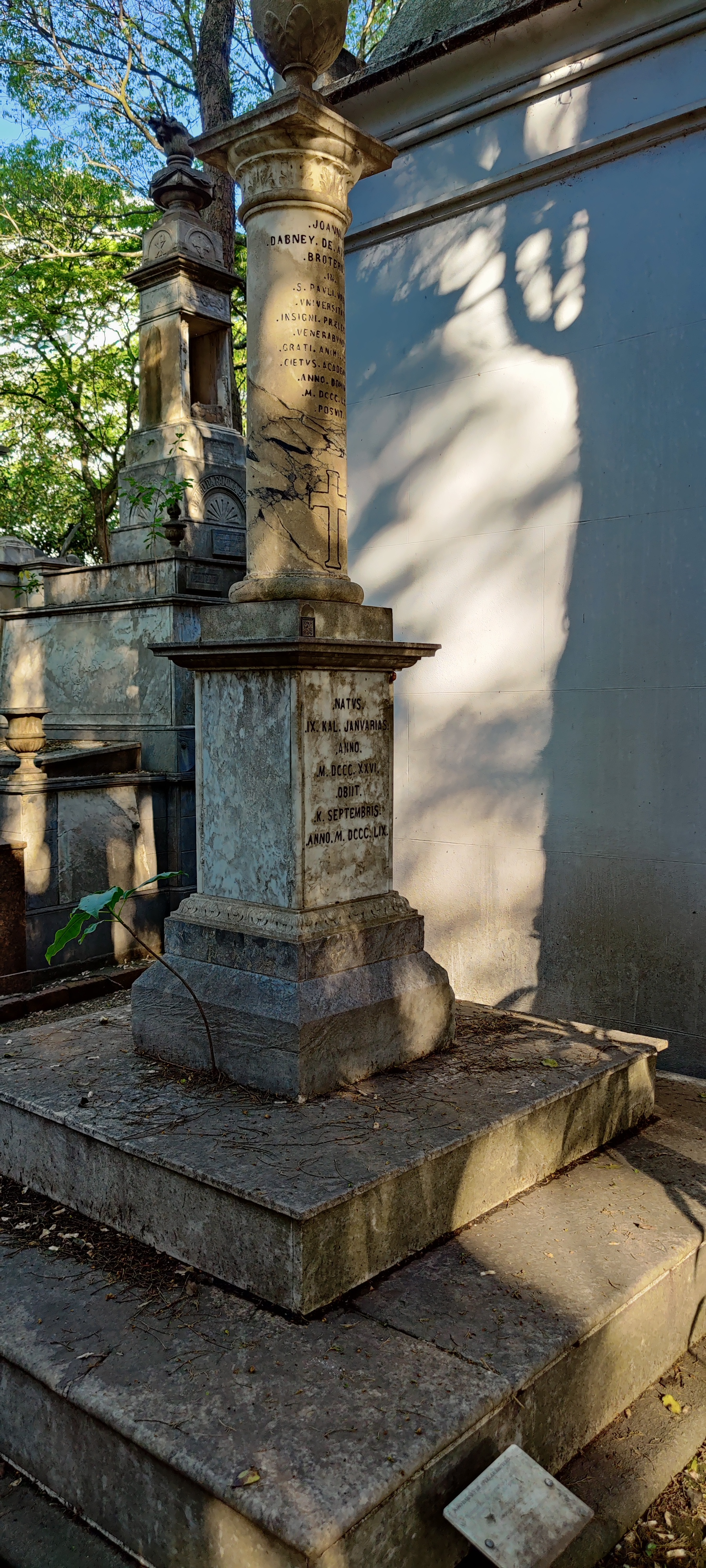
Túmulo de João Dabney de Avelar Brotero no Cemitério da Consolação em São Paulo (2022)

João Dabney de Avelar Brotero (1826 - 1859) foi um político brasileiro.
Filho do conselheiro português José Maria de Avellar Brotero e de Ann (Elisabeth) Dabney; neto de John Bass Dabney, cônsul americano na ilha do Faial e sobrinho bisneto do botânico Félix de Avelar Brotero. Formou-se doutor em direito pela Faculdade de São Paulo em 1846; foi promotor público em São Paulo. Em 1855 é nomeado lente (professor) da Academia de Direito de Pernambuco, onde permanece por um ano; sendo transferido  para a Faculdade de Direito de São Paulo.
Foi Deputado Provincial por São Paulo e presidente da câmara. Deputado geral suplente por São Paulo na 9ª legislatura, de 14/05/1856 a 02/07/1856. Foi presidente da província de Sergipe, de 5 de agosto de 1857 a 7 de março de 1859.